# Тартразин
Тартразин жовтий — натрієва сіль азобарвника. Синтетичний барвник.
Добре розчинний у воді, утворює розчини помаранчево-жовтого кольору. Застосовують як харчову добавку (E102) як харчовий барвник у кондитерській справі, при виготовленні безалкогольних напоїв, пресервів із фруктів, морозива, їстівних оболонок сирів, фруктових вин. Схвалений в ЄС, США, Україні.

## Застосування
У біології та медицині
Тартразин може використовуватися у візуалізаційних дослідженнях органів і судин через його здатність робити тканини тимчасово прозорими. Група дослідників Стенфордського університету після проведення експерименту на мишах виявила, що тартразин зводить показник заломлення довколишніх тканин до середнього значення, тому це уможливлює проходження променів світла безпосередньо до нутрощів. Клінічні випробування на людях ще не проводилися. 